# Tommy Savas
Thomas A. 'Tommy' Savas (Harlem (New York), 20 december 1984) is een Amerikaans acteur, filmproducent en filmregisseur. 

## Biografie
Savas werd geboren in de borough Harlem van New York als jongste van vier kinderen, en groeide op in de buurt van Cresskill. Hij kreeg al op vroege leeftijd de interesse in acteren en het theater. Op zesjarige leeftijd begon hij met het nemen van acteerlessen en verscheen in tv-commercials en kinderprogramma's van HBO en PBS. Naast het acteren voor televisie is hij ook actief als acteur in lokale theaters en verdeelt zijn tijd tussen New York en Los Angeles.
Savas begon in 2001 met acteren in de televisieserie The Sopranos, waarna hij nog meerdere rollen speelde in televisieseries en films.

## Filmografie

### Films
Uitgezonderd korte films.
- 2017 It Happened One Valentine's - als Matty Sellers
- 2016 The Fluffy Shop - als Reggie
- 2015 Bad Roomies - als Raymond
- 2013 The Moment - als David Ramirez
- 2008 The Art of Travel - als Travis
- 2002 Roger Dodger - als Darren

### Televisieseries
Uitgezonderd eenmalige gastrollen.
- 2022-2023 National Treasure: Edge of History - als dr. Zeke Hudson - 5 afl.
- 2010-2020 The Online Gamer - als Tirion Fordring / Damien - 24 afl.
- 2014-2018 The Last Ship - als officier derde klasse Cossetti - 8 afl.
- 2014-2015 State of Affairs - als shiell Greer - 13 afl.
- 2011-2012 Extra Butter, Please - als diverse karakters - 48 afl.
- 2012 Hollywood Heights - als Ray - 9 afl.
- 2009-2012 Psycho Girlfriend - als Seth - 21 afl.
- 2008 General Hospital - als jong Sonny - 2 afl.
- 2001 The Sopranos - als Xavier - 2 afl.

### Filmproducent
- 2023 Gabby's Dollhouse Room Makeover - televisiespecial
- 2023 My Dad's Diner - korte film
- 2022-2023 My Room My Way - televisieserie - 20 afl.
- 2023 Mother of the Dawn - korte film
- 2022 Plan C - korte film
- 2021 Networking Awesome - televisieserie - 13 afl.
- 2020-2021 PlayStation Girl - televisieserie - 62 afl.
- 2021 Luv U Cuz - korte film
- 2020 The Sandlot Reunion - televisiespecial
- 2020 Errol Flynn - korte film
- 2019 Evelyn x Evelyn - korte film
- 2015 Bad Roomies - film

### Filmregisseur
- 2020-2024 PlayStation Girl - televisieserie - 25 afl.
- 2023 Gabby's Dollhouse Room Makeover - televisiespecial
- 2023 My Dad's Diner - korte film
- 2022-2023 My Room My Way - televisieserie - 20 afl.
- 2021 Networking Awesome - televisieserie - 13 afl.